# Alpine (condado de Talladega)

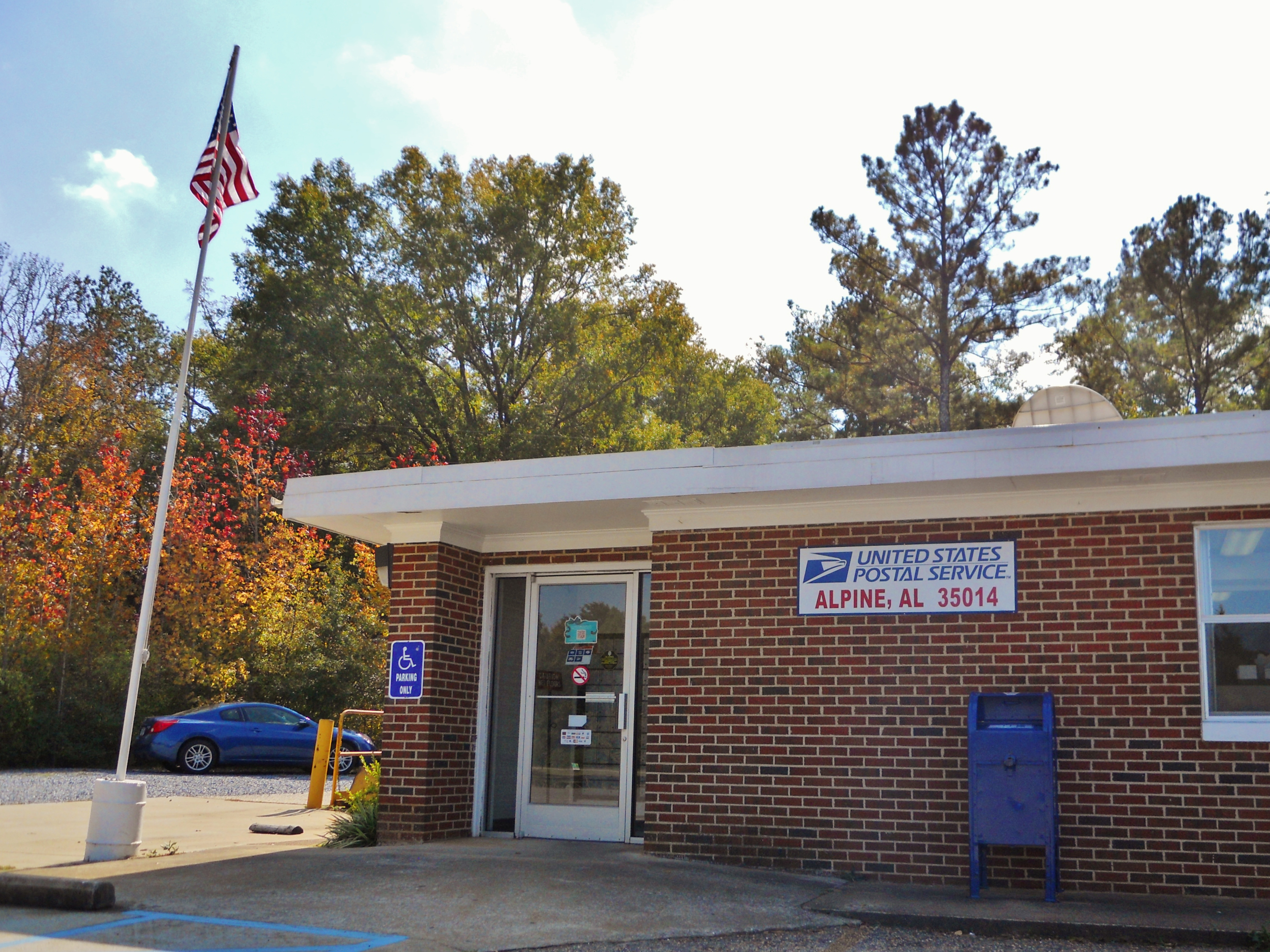
Correios Alpine

Alpine é uma comunidade não incorporada no condado de Talladega, no estado norte-americano do Alabama.